# Albeiro Usuriaga López
Albeiro Usuriaga López   (Cali, 12 de juny de 1966 - Cali, 11 de febrer de 2004) fou un futbolista colombià.
Rodamón del futbol, va jugar a Colòmbia, Espanya, Argentina, Mèxic, Equador, Brasil, Paraguai i Veneçuela. De tots els club on va juga destaquen: Atlético Nacional, CA Independiente, Barcelona Sporting Club, Santos, Necaxa, Sportivo Luqueño i CD Málaga.
Amb el Nacional marcà el gol que significà la victòria a la Copa Libertadores 1989. Disputà amb la selecció de Colòmbia la fase de classificació de la Copa del Món de futbol 1990 on també marcà un gol decisiu enfront Israel. Guanyà el 1994 el campionat d'obertura argentí amb Independiente. L'any 1997 fou sancionat amb dos anys de suspensió per haver donat positiu per cocaïna en un control antidopatge.
L'11 de febrer del 2004, Usuriaga va morir tirotejat en un club nocturn a Santiago de Cali.